# Digestif
En digestif er en drink, næsten altid alkoholisk og lille, som indtages ved slutningen af et måltid. Den traditionelle opfattelse er at dette bidrager til bedre fordøjelse af maden. De har gerne en højere alkoholprocent end drikke som serveres som aperitifer.
Digestifer drikkes normalt rene. Brun brændevin er det mest almindelige, som cognac, armagnac, brandy eller whisky. Man kan også bruge hedvin, som portvin, sherry eller madeira. Det er også en del produkter som ofte bliver markedsført specifikt som digestifer. Disse er gerne smagsat med bitre urter som hævdes at hjælpe fordøjelsen. Kendte typer er amaro, Fernet Branca og Gammel Dansk.
Skikken med at drikke en digestif er mange steder på vej ud, da strengere regler mod spirituskørsel gør det risikabelt at drikke stærk alkohol ved slutningen af måltidet.